# Уестминстърски мост
Уестминстърски мост (на английски: Westminster Bridge) е най-южният от известните мостове в централен Лондон. Той е разположен на река Темза след мост Ватерло и съединява Уестминстър и Ламбет. Построен е на мястото на друг мост, който съществува от 1750 година.
Съвременният мост е построен през 1862 година и е боядисан в зелено. Той е един от най-старите мостове на Лондон. В периода 2005 – 2007 година претърпява реконструкция и е напълно пребоядисан. Неговата дължина е 252 метра, а ширината му е 25,5 метра.